# República Jemer en los Juegos Olímpicos de Múnich 1972
La República Jemer (actualmente Camboya) estuvo representada en los Juegos Olímpicos de Múnich 1972 por nueve deportistas, ocho hombres y una mujer, que compitieron en tres deportes.
El equipo olímpico no obtuvo ninguna medalla en estos Juegos.